# Pereda (Grado)
Pereda es una parroquia del concejo de Grado, en el Principado de Asturias (España). Alberga una población de 144 habitantes (INE 2021) en 129 viviendas. Ocupa una extensión de 10,58 km².
Está situada en la zona noroccidental del concejo. Limita al norte con las parroquias de El Fresno y La Mata; al este con la de Rañeces; al sur con las de Sorribas y Rodiles; y al oeste con las de Villandás y San Bartolomé, esta última en Belmonte de Miranda.
Se celebra con oficio religioso y romería la festividad del Espíritu Santo, a las seis semanas de la segunda flor de Grado.
El templo parroquial se localiza en el lugar de Pereda, y ya aparece citada en el testamento de Ordoño II, una supuesta falsificación del Scriptorium del obispo Pelayo, que data del 8 de agosto del año 921. En él, figuran numerosas confirmaciopnes y nuevas donaciones a la iglesia de Oviedo:
secus flumen Cuuia, la ecclesiam Sancti Martini de Pereta cum adiacentiis suis

## Poblaciones
Según el nomenclátor de 2009 la parroquia está formada por las poblaciones de:
- Agüera (lugar): 15 habitantes.
- Los Barreiros (lugar): 3 habitantes.
- El Cabañín (casería): 1 habitantes.
- El Caliente (lugar): 10 habitantes.
- Cañedo (Cañeu en asturiano) (lugar): 26 habitantes.
- Hispanes (Los Panes) (casería): 1 habitantes.
- El Lobio (El Lloviu) (lugar): 20 habitantes.
- Moutas (lugar): 29 habitantes.
- Pereda (lugar): 29 habitantes.
- El Retiro (El Retiru) (casería): 7 habitantes.
- Santa Cristina (casería): 12 habitantes.
- La Toba (casería): 3 habitantes.
- El Torno (El Tornu) (casería): 8 habitantes.
- Villanueva (lugar): 25 habitantes.

El lugar de La Pereda se asienta a media ladera, en una pequeña vaguada situada en la vertiente occidental de la cuenca baja del río Cubia, a una altitud que oscila entre los 180 y los 250 m s. n. m. Dista de la capital del concejo, Grado, 6 km, y se accede a través de la carretera AS-311.